# Micryletta inornata
Micryletta inornataes una especie de anfibio anuro de la familia Microhylidae. Se distribuye por las Islas Andamán y Nicobar y en el sudeste de Asia, hasta los 545 m s. n. m. Vive en hábitats alterados o en los límites de bosque.